# اسماردیل
اسماردیل (به انگلیسی: Smardale) یک روستا در بریتانیا است که در کامبریا واقع شده‌است.